# Nostra signora degli autogrill
Nostra signora degli autogrill è il sesto album in studio del cantautore italiano Francesco Baccini, pubblicato nel 1999 dalla RTI Music.

## Tracce
1. Preghierina - 1:21
2. Mio fratello - 3:18
3. Quand'è che mi dici sì - 5:02
4. La fretta e l'amore - 4:49
5. Tu che prima o poi cadrai... - 4:22
6. Ballata di un ragazzo qualunque - 5:11
7. Devo andare via - 4:11
8. Fratelli di blues - 2:25 (con Alessandro Haber)
9. Il primo omino clonato - 3:51
10. Troppa birra nei bar - 4:01
11. Lunatika (strumentale) - 4:31